# Rafael Vidal
Rafael Antonio Vidal Castro (Caracas, Venezuela, 6 de enero de 1964-Caracas, 12 de febrero de 2005) fue un nadador, comentarista deportivo venezolano y medalla de bronce en la competencia de 200 m mariposa de natación en los Juegos Olímpicos de Los Ángeles 1984.

## Biografía
Comenzó a practicar la natación desde la edad de siete años en el Colegio Santiago de León de Caracas.
Representó a Venezuela en diversas competencias regionales desde 1978. En 1980 inicia su participación en el XXV Campeonato Suramericano abierto de Natación en Buenos Aires, allí gana una medalla de oro y una de plata. Ese mismo año participa en la Copa Latinoamericana celebrada en Madrid, España. En 1981 participa en el campeonato Suraméricano de Natación por edades celebrado en Medellín, Colombia, gana dos medallas de oro, luego va al Campeonato De Natación Centroamericano por edades, Oaxtepec, México obteniendo dos preseas doradas, en los IX Juegos Bolivarianos llevados a cabo en Barquisimeto, Venezuela arrasa con seis medallas de oro y dos de plata.
En 1982, en los XIV Juegos Centroamericanos de La Habana, Cuba gana seis medallas de oro. En 1983 en los IX Juegos Panamericanos de Caracas, Venezuela se queda con cinco medallas de bronce. A los 20 años, Vidal se convirtió en el primer nadador venezolano en ganar una medalla olímpica en la categoría 200 m estilo mariposa en los Juegos Olímpicos de Los Ángeles 1984. La final, la más cerrada de toda la natación en esos Juegos, quedó así: Jon Sieben, AUS, 1:57.04, ORO; Michael Gross, GER, 1:57.40, PLATA;
Rafael Vidal, VEN, 1:57.51, BRONCE. En 1988, asistió a la Sesión Especial de la Academia Olímpica que se celebró en Olimpia, Grecia.
Para el 2005, posee uno de los quince mejores tiempos de la historia de los Juegos en esa especialidad. Este triunfo le convirtió en una celebridad nacional.

## Estudios
Estudió y se graduo de bachiller en el Colegio Santiago de Leon de Caracas, ubicado en la Floresta (Municipio Chacao) luego, estudio Administración de empresas y una maestría en Ingeniería Informática en la Universidad de Florida en Gainesville. Luego de retirarse de las competiciones, Vidal se dedicó al asesoramiento de deportistas y de directivos de empresas sobre cómo superar conflictos de autoestima, y gerencia en general. Desarrolló también una carrera de locutor deportivo y escribió un libro de autoayuda titulado "Los Sellos Secretos"

## Muerte
Vidal muere en Caracas durante la madrugada del 12 de febrero de 2005 a causa de un accidente de tránsito donde recibió un fuerte impacto de una camioneta contra su vehículo el cual fue arrastrado unos 40 metros cuando se trasladaba por el municipio Baruta, del estado Miranda. 
Un centro deportivo ubicado en la urbanización La Trinidad en el municipio Baruta de la ciudad de Caracas, se llama "Polideportivo Rafael Vidal" en su honor; la piscina del Colegio Santiago de León de Caracas también lleva su nombre.
En el edificio del Ministerio del Poder Popular para el Deporte, ubicado entre Montalbán y La India (La Vega), también llamado  Velódromo "Teo Capriles", hay un busto suyo en el área de la piscina olímpica, como ejemplo para los jóvenes atletas que van a seguir sus pasos en esta disciplina. Asimismo, la biblioteca de esta institución lleva con orgullo su nombre.
En San Cristóbal estado Táchira en el Club de Natación Sirca UNET ubicado en el colegio del profesor universitario UNET, en el marco de la celebración del día del nadador, se lleva a cabo la 4ta edición de la actividad "1 millón de metros por Rafael Vidal" dónde todos los atletas suman metros de nado para cumplir esta gran meta en tributo a Rafael Vidal y su trayectoria deportiva, como representante de nuestro país en las olimpiadas de Los Angeles 1984.